# Athisaya Piravi
Athisaya Piravi er en indisk film fra 1990 af S. P. Muthuraman.

## Medvirkende
- Rajinikanth som Kaalaiyan og Balu
- Kanaka som Gauri
- Sheeba Akashdeep som Sumathi
- Nagesh som Murukesh
- Jai Ganesh
- Vijayalalitha
- Achamillai Gopi